# Unter der Welle
Unter der Welle ist ein deutscher Kurzfilm von Veronika Hafner aus dem Jahr 2022. Das Drama handelt von einer jungen Frau (dargestellt von Sidonie von Krosigk), die bei einem Führungskräftetraining in einem Retreat zur Selbstoffenbarung gezwungen wird. Als sie sich anfänglich weigert, wird sie immer mehr zur Außenseiterin in der Gruppe.
Die Produktion wurde im Jahr 2022 im Wettbewerb des 43. Filmfestivals Max Ophüls Preis zweifach ausgezeichnet.

## Handlung
Die unbeschwerte Louise besucht mit ihren Arbeitskollegen Emilia, Chris, Sofia und Dave ein Führungskräftetraining bei der Yin-Yoga-Lehrerin Verena. In einem abgeschiedenen Retreat beginnt die Fortbildung zuerst in einer vermeintlichen Wohlfühlatmosphäre. Zunehmend werden Louise und ihre Teammitglieder aber von Verena mit sanftem Druck dazu gezwungen, sich selbst zu offenbaren. Ihre Kollegen berichten über zum Teil traumatische Erfahrungen. So hat Louises Kollegin Sofia vor kurzem eine Fehlgeburt erlitten. Ihre beste Freundin Emilia leidet unter einer Essstörung, die sie bislang vor Louise verheimlicht hat. Die Teilnehmer sollen sich laut Verena durch ihre Selbstoffenbarungen in der Gruppe von ihrer Vergangenheit befreien und bessere Leistungen am Arbeitsplatz erzielen.
Louise selbst tut sich mit dem Zwang zur Selbstoffenbarung schwer und empört sich als einziges Gruppenmitglied offen über Verenas übergriffige Methoden. Die 28-Jährige erwähnt nur, dass sie bis jetzt noch keine richtige Beziehung hatte. Die ungewohnte Situation löst bei ihr ein Wechselbad der Gefühle aus und sie beginnt ihre eigene Wahrnehmung zu hinterfragen. Der Konflikt verschärft sich zusehends und sie wird in der Gruppe auf Betreiben von Verena immer mehr in die Außenseiterrolle gedrängt. Louise steht vor der Entscheidung, dem Anpassungsdruck der Gruppe zu widerstehen oder ihrem Bedürfnis nach Authentizität und Wahrhaftigkeit treu zu bleiben.
Letztendlich ist Louises Wunsch nach Gruppenzugehörigkeit größer. Sie erfindet die Erinnerung, dass ihre Mutter Suizid beging, als sie noch ein Kind war und teilt diese mit Verena und der Gruppe. Ihre Lüge wird durch Zufall von Emilia im Nachhinein aufgedeckt. Sie ist mit Louises Verhalten nicht einverstanden, behält aber ihr Wissen für sich. Am Ende verbrennt die Gruppe auf Geheiß von Verena in einer traditionellen Zeremonie aus Geldscheinen gefaltete Figuren, um der Seele von Louises toter Mutter zu gedenken. Unter den Augen von Emilia versucht die sichtlich bewegte Louise den Schein weiter aufrechtzuerhalten. Verena plant währenddessen, ihre Seminare öfter direkt in Unternehmen anzubieten und hofft auf ein gutes Wort der Gruppe bei deren Vorgesetzten.

## Entstehungsgeschichte
Für Regisseurin und Drehbuchautorin Veronika Hafner ist Unter der Welle ihr achter realisierter Kurzfilm. Sie begann ein Studium an der Hochschule für Fernsehen und Film München (HFF München) im Fach Dokumentarfilm und Fernsehpublizistik. Auch arbeitet sie als Lehrerin an einem Münchner Gymnasium sowie als Kinder- und Jugendlichenpsychotherapeutin. Hafner selbst hält „Selbstöffnung für durchaus förderungswürdig, da sie Vertrauen und Intimität“ ermögliche. Werde „diese jedoch erzwungen, kann das dazu führen, dass sich die Betroffenen aufgrund der Übergriffigkeit ‚nackt‘ fühlen“.
Die Dreharbeiten fanden vom 14. April bis 23. April 2021 in Bayern statt. Gedreht wurde auf der GutsAlm Harlachberg (Ortsteil des Marktes Bodenmais, Landkreis Regen). Als Produzentinnen fungierten Natalie und Sandra Hölzel (Elfenholz Film), während Hafners Alma Mater, die HFF München, als Koproduzentin fungierte. Unterstützt wurde das Projekt vom FilmFernsehFonds Bayern.

## Veröffentlichung
Unter der Welle wurde am 24. Januar 2022 beim Filmfestival Max Ophüls Preis uraufgeführt.

## Auszeichnungen
Im Rahmen des Filmfestivals Max Ophüls Preis 2022 erhielt Unter der Welle die Auszeichnung für den besten mittellangen Film sowie den Publikumspreis in derselben Kategorie. Hauptdarstellerin Sidonie von Krosigk wurde für den Max Ophüls Preis in der Kategorie „Bester Schauspielnachwuchs“ nominiert. Im September desselben Jahres folgte der Gewinn des Short Plus Awards auf dem deutschen Fünf Seen Filmfestival.